# Eva Schäfer
Eva Schäfer (* 18. September 1924 in Peine; † 31. August 2003 in Potsdam) war eine deutsche Schauspielerin.
Eva Schäfer studierte Schauspiel an der Staatsmusikschule Braunschweig in den 1940er Jahren. Nach dieser Zeit war sie am Theater der Freundschaft in Berlin engagiert. Danach spielte sie in Döbeln und Görlitz. Sie sprach bei Bertolt Brecht vor, der sie jedoch ablehnte. Nach zwei Jahren in Frankfurt an der Oder spielte sie ab 1963 beim Hans Otto Theater in Potsdam. Sie spielte u. a. in „Hamlet“, „Schwejk im zweiten Weltkrieg“, „Die Preußen kommen“ und „Frau Jenny Treibel“. 
In zahlreichen Nebenrollen war sie in Produktionen der DDR-Filmfirma DEFA zu sehen. In Potsdam spielte sie 1996 ihre letzte Theaterrolle.

## Filmografie (Auswahl)
- 1969: Im Himmel ist doch Jahrmarkt
- 1971: Karriere
- 1971: Der kleine und der große Klaus
- 1974: Der Leutnant vom Schwanenkietz
- 1976: Konzert für Bratpfanne und Orchester
- 1976: Nelken in Aspik
- 1977: Trampen nach Norden
- 1978: Bluthochzeit (Studioaufzeichnung)
- 1979: Herbstzeit
- 1981: Schuleule Paula
- 1982: Sabine Kleist, 7 Jahre…
- 1984: Bockshorn
- 1984: Isabel auf der Treppe
- 1987: Polizeiruf 110: Die alte Frau im Lehnstuhl
- 1988: Ich liebe dich – April! April!
- 1989: Feriengewitter
- 1990: Sehnsucht
- 1990: Alter schützt vor Liebe nicht (Fernsehfilm)